# Carl Enckell (diplomat)
Carl Johan Alexis Enckell, född 7 juni 1876 i Sankt Petersburg, död 26 mars 1959 i Helsingfors, var en finländsk diplomat och industriman.
Enckell genomgick Finska kadettkåren i Fredrikshamn, och tjänstgjorde därefter som officer i Ryssland från 1896 till 1899. Därefter utbildade han sig till ingenjör i Dresden. Efter februarirevolutionen 1917 blev Enckell ministerstatssekreterare för Finland i Petrograd och utsågs till det självständiga Finlands första diplomatiska representant i Sovjetryssland 1918. Han var Finlands utrikesminister mellan 1918 och 1919, även åren 1922 och 1924. Från 1919 till 1927 var han sändebud i Paris, och ledde den finländska delegationen vid fredskonferensen i Versailles och representerade Finland i Nationernas förbund mellan 1920 och 1926, bl.a. i samband med behandlingen av Ålandsfrågan. Dess utgång har betecknats som en diplomatisk seger för Enckell.
År 1928 trädde han i näringslivets tjänst. Han var medlem av flera statliga kommittéer, bolagsstyrelser och organisationsstyrelser. 
I andra världskrigets slutskede togs hans diplomatiska erfarenhet åter i anspråk. På sommaren 1944 utsågs han till utrikesminister i regeringen Antti Hackzell med huvuduppgift att uppnå fred med Sovjetunionen. Han hade sedan också en central roll i förhandlingarna med den i praktiken ryskledda internationella kontrollkommissionen som övervakade att Finland betalade sitt krigsskadestånd. Vid fredsförhandlingarna i Paris var han ordförande för Finlands delegation, och undertecknade således fördraget 1947. Vid förhandlingarna om VSB-avtalet i Moskva 1948 var han också framträdande. Han avgick som utrikesminister 1950.

## Utmärkelser
- Kommendörstecknet av I klass av Finlands Vita Ros’ orden,  1919[2]
- Kommendör med stora korset av Vasaorden,  1919[3]
- Frihetskorsets 1. klass,  1919[2]
- Storkorset av Finlands Vita Ros’ orden,  1921[4]
- Frihetskorsets 1. klass med kraschan,  1944[2]
- Storkorset av Finlands Vita Ros’ orden,  1946[4]
- Storofficer av Hederslegionen[5]
- Storkors av Polonia Restituta[5]
- Storkors av Dannebrogorden[5]
- Kommendör av Hederslegionen[2]
- Storkorset av isländska falkorden[5]
- Storkors av Annamitiska drakorden[5]
- Storkors av Kronorden[5]
- Frihetskorset (Estland)[2]

[Redigera Wikidata]